# Ordstam
En ordstam är den grundläggande del av ett ord till vilket ett affix kan fogas för att fylla olika syntaktiska funktioner.
Till exempel: båt-ar, där båt är ordstammen och "-ar" ändelsen som markerar plural (se morfologi).
Mindre vanligt i svenska är böjning genom vokalväxling infix, till exempel får man av stammen spr-ck formerna spricka, sprack, spräcka, och av stammen f-ll formerna falla, föll, fälla. Detta är standardböjningen i arabiska, till exempel kan stammen k-t-b bilda kataba " han skrev", kitāb "bok", kutub, "böcker", osv.
Normalt används begreppet ordstam bara med avseende på ett ords böjningsparadigm. Om man jämför alla ordformer i paradigmet är stammen det invarianta ordsegmentet, alltså den del av ordet som inte ändrar sig. Den del som ändrar sig kallas förstavelse, inskottsvokal eller ändelse.
En stam kan innehålla många morfem: ett eller flera rotmorfem och ett eller flera affix (dock alltså inte böjningsmorfem). I ordet vardagliga är stammen vardaglig-. Ordet dagligen, däremot, har ingen stam, eftersom det, såsom ett oböjligt ord, saknar paradigm. 